# ISO 3166-2:HK
ISO 3166-2:HKは、ISOの3166-2規格のうちHKで始まるものであり、香港の行政区分のコードである。HKはISO 3166-1による香港のコード。香港には18の区（區）があるが、 ISO 3166-2はそれらにコードを割り振りしていない。香港のコードは、ISO 3166-2:HKのほか、ISO 3166-2:CN-91も割り振られている（ISO 3166-2:CNは、中華人民共和国の行政区分コードである）